# L'Oasis (Lefranc)
Pour les articles homonymes, voir L'Oasis.
L'Oasis est le septième tome de la série Lefranc écrit par Jacques Martin et dessiné par Gilles Chaillet, prépublié dans Tintin belge no 44 du 29 octobre 1980 au no 52 du 23 décembre 1980 – en France no 268 du 23 octobre 1980 au no 276 du 18 décembre 1980, avant d'être édité en 1981 par Casterman.

## Résumé
Un avion dans lequel se trouve Jeanjean est détourné par des pirates de l'air et atterrit près d'une oasis. Lefranc tente de résoudre la situation.

## Personnages
- Guy Lefranc
- Jeanjean

## Genèse